# Jean Tschabold
Jean Louis Tschabold (* 25. Dezember 1925; † 29. April 2012 in Epalinges, Kanton Waadt, Schweiz) war ein Schweizer Turner. Er gewann bei den Olympischen Spielen 1952 in Helsinki zusammen mit Josef Stalder, Hans Eugster, Hans Schwarzentruber, Jack Günthard, Melchior Thalmann, Ernst Gebendinger und Ernst Fivian die Silbermedaille im Mannschaftsmehrkampf im Geräteturnen. 
Bei den Einzeldisziplinen errang er den 8. Platz.
Bereits bei den Turn-Weltmeisterschaften 1950 in Basel hatte er eine Gold-Medaille mit dem Team errungen und in Rom 1954 errang er wieder Bronze.
Später arbeitete Tschabold als Trainer und lehrte in Lausanne-Bourgeoise. Außerdem wirkte er als Sportkommentator für das Schweizer Fernsehen.